# Jan van Gorkom
Jacobus (Jan) van Gorkom (Rotterdam, 21 februari 1862 – Karlsruhe, 11 november 1941) was een Duits zanger van Nederlandse komaf. Zijn stembereik was bariton.
Hij was zoon van fotograaf en kunstschilder Jacobus van Gorkum jr. (1827-1880) en Catharina Margaretha Siepman, die destijds aan de Nadorstlaan woonden. Jacobus van Gorkum jr. was een plaatselijk bekend portretfotograaf, die als fotograaf tevens de industriële ontwikkeling van Rotterdam en ook Den Haag vastlegde. Hij noemde zich op latere leeftijd Van Gorkom, hetgeen de zoon overnam.
De zanger kreeg zijn muziekopleiding in Berlijn en trad toe tot diverse operagezelschappen in Nederland. In 1901 vertrok hij naar Duitsland om er te gaan zingen in Karlsruhe, onder meer bij de Karlsruher Hofoper in het Hoftheater aldaar. Hij zong in bijna alle grote steden in Duitsland, ook als zanger tijdens liederenavonden. In 1905 zong hij in Baden-Baden (hij was groot-hertoglijk Badens kamerzanger) voor een bezoekende koningin Wilhelmina der Nederlanden en haar echtgenoot. Hij trok zich als zanger terug in 1918 grotendeels om zich te wijden aan het opleiden van zangtalenten aldaar. Onder zijn leerlingen bevinden zich de latere componist Ludwig Eisler en de veel bekendere tenor Franz Fehringer.
Hij kreeg de titel Kammersänger en was in het bezit van de Friedrich-Luisen-Medaille.
- Gemeinsame Normdatei: 116774827
- Virtual International Authority File: 5691777